# Geshna cannalis
Geshna cannalis là một loài bướm đêm trong họ Crambidae.